# Anisodes erubescens
Anisodes erubescens är en fjärilsart som beskrevs av W. Warren 1896. Anisodes erubescens ingår i släktet Anisodes och familjen mätare. Inga underarter finns listade i Catalogue of Life.